# Mathieu Marchant de La Houlière
Mathieu Henry Marchant de la Houlière (París, 6 de marzo de 1717-Salses-le-Château, 18 de junio de 1793) fue un militar francés.

## Biografía
Comenzó su carrera militar en 1733 como teniente en el regimiento de artillería de marina. Se convirtió en capitán en 1734 y en teniente coronel en 1746. Alcanzó el grado de coronel en el regimiento de Lyonnais en 1749. 
Además de sus actividades militares, era propietario de una fundición en Alès, lo que le vinculaba al sector de la producción artillera. Interesado por todas las innovaciones técnicas en ese campo, recibió el encargo del ministerio de Marina para viajar a Inglaterra con el fin de conocer los últimos avances en la fabricación de artillería. Fue así como se enteró del enorme progreso realizado por los ingleses en el campo de la artillería naval gracias a los hornos de reverbero. Consiguió adquirir conocimientos innovadores que se llevó de vuelta a Francia. Creó una fundición en Indre, cerca de Nantes, a orillas del Loira, dónde logró tales avances en ese campo que Francia consiguió igualar en poco tiempo la potencia artillera de los ingleses.
El 13 de julio de 1751 se le envió al Rosellón y el 17 de enero de 1752 se incorporó a la fortaleza de Bellegarde. El 21 de abril de 1758, fue enviado a América durante la guerra de los Siete Años, participando en la batalla de Louisbourg, donde fue herido, por lo que regresó a Francia a finales de ese año.
Ascendido a brigadier el 22 de octubre de 1770 y nombrado Caballero de San Luis, volvió a su puesto de mando en Salses en el Rosellón en 1778. Fue ascendido a mariscal de campo el 1 de agosto de 1791 y general de división. Declarada la guerra entre la Francia revolucionaria y España, el 8 de marzo de 1793 es nombrado comandante en jefe de la División Este del Ejército de los Pirineos, que dirigió desde la Fortaleza de Salses desde el 17 de abril de 1793.
Se suicidó el 18 de junio de 1793, para evitar la deshonra de una destitución o las represalias tras la derrota sufrida en la batalla de Céret frente a los españoles, durante la Guerra del Rosellón.
Voltaire lo llamó su "querido sobrino". Marchant de La Houlière era nieto de una tía de Voltaire, Marie Arouet.